# Michael Russell (politico)
Michael William Russell (Bromley, 9 agosto 1953) è un politico scozzese, membro del Partito Nazionale Scozzese.

## Biografia
Russell è nato a Bromley, nel Kent, da madre inglese e padre scozzese. Ha studiato al Marr College, Troon e all'Università di Edimburgo, dove si è formato prima in teologia e poi in storia e letteratura scozzese. Ha lavorato in televisione e nei media prima di fondare la sua società di media, Eala Bhan Ltd.
Russell è stato dirigente dell'ufficio del Partito Nazionale Scozzese tra il 1994 e il 1999 ed è stato eletto al parlamento come deputato regionale per la Scozia meridionale alle prime elezioni parlamentari del 1999. Tuttavia, ha perso la funzione alle elezioni parlamentari del 2003. È stato nuovamente eletto nel maggio 2007 e nominato Segretario del gabinetto per l'ambiente e i cambiamenti climatici sotto il primo ministro Alex Salmond. Il 10 febbraio 2009 è stato eletto Ministro per la cultura, gli affari esterni e la costituzione e successivamente promosso Segretario per l'istruzione e la formazione il 1º dicembre 2009, in sostituzione di Fiona Hyslop.

## Opere
- M. Russell (Hrsg.): Glasgow - The Book, 1990
- M. Russell (Hrsg.): Edinburgh - A Celebration, 1992, ISBN 978-1-85158-517-5
- M. Russell: A Poem of Remote Lives: Images of Eriskay, 1934 - Enigma of Werner Kissling, 1895-1988, 1997, ISBN 978-1-89778-446-4
- M. Russell: In Waiting: Travels in the Shadow of Edwin Muir, 1998, ISBN 978-1-89778-463-1
- M. Russell: A Different Country: Photographs by Werner Kissling, 2002, ISBN 978-1-84158-245-0
- M. Russell (Hrsg.), Winnie Ewing: Stop the World - The Autobiography of Winnie Ewing, 2004, ISBN 978-1-84158-239-9
- M. Russell, D. McLeod: Grasping the Thistle: How Scotland Must React to the Three Key Challenges of the Twenty First Century, 2006, ISBN 978-1-90283-186-2
- M. Russell: The Next Big Thing: A Fable of Modern Scotland, 2007, ISBN 978-1-90597-400-9
- M. Russell, I. McKie: Shirley McKie: The Price of Innocence, 2007, ISBN 978-1-84158-575-8